# Família Adeona
A família Adeona é um grupo de asteroides que se formou a partir da fragmentação do asteroide 145 Adeona. Há uma estimativa que existem cerca de 1000 membros dessa família. Com base em estudos de simulação, esta família possivelmente não tem mais de 600 milhões de anos de idade, em comparação com uma idade típica das famílias de asteroides que são em torno de 1-2 bilhões de anos.